# Território do Mississippi

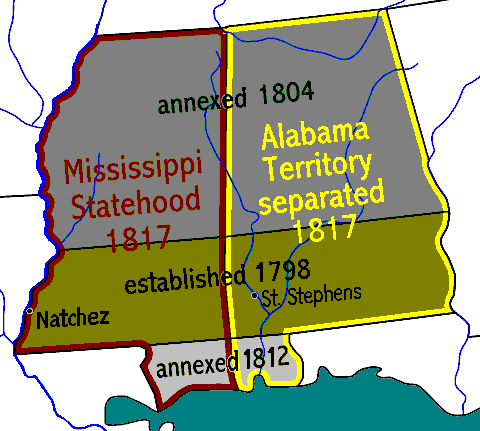
Mudanças no Território do Mississippi entre 1798 e 1817.

O Território do Mississippi foi um território histórico organizado dos Estados Unidos desde 7 de abril de 1798, e ampliado duas vezes (em 1804 e 1812), estendendo-se desde o Golfo do México até à fronteira sul do Tennessee. A Geórgia deixou a parte norte em 1802, e a região da costa do Golfo foi adquirida por Espanha. Ao principio o Território do Mississippi incluía o que é na actualidade o Alabama, e 9 meses antes o Mississippi foi admitido na União (em 1817); o Território do Alabama a leste separou-se a 3 de março. Em 10 de dezembro de 1817, o Mississippi foi admitido na União como o 20º estado.

## História
O Território do Mississippi foi organizado em 1798 com as terras que foram disputadas pelos Estados Unidos e pelo Império Espanhol, até que Espanha as cedeu pelo Tratado de Madrid (1795). Esta área estendeu-se desde o paralelo 31º N até aos 32°28' N, aproximadamente a metade dos actuais estados de Alabama e Mississippi.
O estado da Geórgia manteve uma reclamação sobre quase toda a área correspondente aos actuais estados de Alabama e Mississippi (de 31° N a 35° N) até que desistiu em 1802. Dois anos depois, o Congresso ampliou os limites do Território de Mississippi para incluir toda a cessão da Geórgia.
Em 1812, o Congresso dos Estados Unidos anexou ao Território do Mississippi o Mobile District (uma região administrativa do território de Espanha na Florida Ocidental), afirmando que estaria incluído na Compra da Luisiana, embora Espanha não concordasse e mantivesse a sua reclamação sobre a área. No ano seguinte, o general James Wilkinson ocupou este distrito pela força militar, e o comandante espanhol não ofereceu resistência.
A 3 de março de 1817, o Território do Mississippi foi dividido: a parte ocidental converteu-se no estado do Mississippi, e a parte este no Território do Alabama, sendo a cidade de St. Stephens, no rio Tombigbee, sede temporária de governo.